# شست‌بریده سرخ غربی
شست‌بُریدهٔ سرخ غربی نوعی میمون از زیرگونه‌های میمون‌های بر قدیم است و اغلب توسط شامپانزه‌ها به‌خاطر گوشتشان شکار می‌شوند. در سال ۱۹۹۴ این میمون‌ها باعث آلودگی تعداد زیادی از شامپانزه‌ها که آنان را شکار کرده بودند به ویروس ابولا شدند.

## زیرگونه
میمون سرخ غربی دارای سه زیرگونه می‌باشد:
- شست‌بریده مایل به سرخ.
- شست‌بریده سرخ تمینکس.
- شست‌بریده سرخ خانم والدرون.

زیرگونه والدرون شدیداً در حال انقراض است یا حتی ممکن است تا الان کاملاً منقرض شده باشد. دو زیر گونه دیگر منقرض نشده‌اند اما خطر انقراض آنان را به شدت تهدید می‌کند.

## خصوصیات ظاهری
طول سر و بدن آن‌ها ۴۵ تا ۶۷ سانتیمتر است و دمی به طول ۸۰ سانتیمتر دارند و وزنشان بین ۵ تا ۱۱ کیلوگرم است. البته نرها به صورت ناچیزی از ماده‌ها سنگین تر هستند. بدنی لاغر با اعضای کشیده دارند. پوشش بدنشان خاکستری-قهوه‌ای یا سیاه است. دستها و سر و پاها قهوه‌ای مایل به سرخ و شکمشان سفید است.

## عادات
این حیوانات مانند سایر میمون‌ها از درخت به راحتی بالا می‌روند. دارای دم بلند و انگشتان درازی هستند. به ندرت بر روی زمین حرکت می‌کنند و در واقع درخت زی هستند. این حیوانات در گروهای ۱۰ تا ۸۰ عددی زندگی می‌کنند. (میانگین ۵۰ عددی) در یک گروه چندین مذکر و نهایتاً ۲ یا ۳ مؤنث زندگی می‌کنند. بعضی از نرها مخصوصاً نرهای جوان از گروهی که در آن متولد شده‌اند بیرون می‌شوند. در میان هر دو جنس سلسله مراتبی رعایت می‌شود که در ارجح بودن در استفاده از غذا ٬جای خواب مناسب، ارجحیت در تیمار پوستشان و در جفت‌گیری (اغلب بچه‌ها، بچه‌های نری است که در سلسله مراتب بالاتر است) نشان داده می‌شود. ارتباط برقرار کردن این موجودات شامل گستره‌ای از نداها و اشارات و حتی ژستهای ویژه است.
این حیوانات محدودهٔ ویژه‌ای ندارند که بخواهند از آن دفاع کنند، اما از همان محدوده‌ای که فعلاً در آن زندگی می‌کنند در برابر مهاجمان دیگر دفاع می‌کنند و جیغ می‌کشند، که به آن‌ها بفهمانند وارد محدودیشان شده‌اند. اندازه محدوده مورد نظر بستگی به تعداد اعضای گروه دارد و از ۸ هکتار تا ۱۳۲ هکتار متغیر است، که در هر هکتار ۱ یا ۲ حیوان زندگی می‌کنند.
شست‌بریده غربی آفریقایی از برگ‌ها، میوه‌ها و شکوفه‌های آن‌ها تغذیه می‌کند. معده آن‌ها می‌تواند سلولز را هضم کند و باعث شده که معده‌شان مانند معده نشخوارکننده‌ها باشد.
طول مدت آبستنی حیوان ماده ۴٫۵ تا ۵٫۵ ماه است و بعد از آن مدت یک بچه به دنیا می‌آورد. بیشتر تولدها در فصل پاییز است. برخلاف سایر میمون‌ها، پرستاری از بچه فقط بر عهده مادر است و سایر ماده‌ها کاری به بچه ندارند.
ماده‌ها نیز مانند نرها در هنگام رسیدن به بلوغ از گروه اخراج می‌شوند، اما خیلی زودتر از آنکه ماده با گروهی دیگر ارتباط برقرار کند نر بیرون شده‌است. میمون سرخ غربی از شکارهای شامپانزه و پلنگ است، ولی بیشترین تهدید از طرف انسان‌ها است. در هر حال با اینکه زیستگاهای آنان به تدریج در حال نابودی است، اما بیشتر زیستگاه‌های آن‌ها در مناطق محافظت شده قرار دارد. به شکار آن‌ها برای گوشتشان اشاره‌ای نشده، اما این حیوانات در لیست حیوانات در معرض انقراض قرار دارند. به ویژه که وضعیت زیر گونه‌ای از آن‌ها به نام «شست‌بریده سرخ خانم والدرون» اعلام شده بود، که در سال ۲۰۰۰ منقرض شده‌است. اما گزارشهای موثقی وجود دارد که این حیوان در جنوب شرقی کشور ساحل عاج هنوز وجود دارد، که در مرز انقراض است و نیاز به حمایت دارد. میمون سرخ غربی یکی از نه زیرگونه میمون سرخ است.